# هیسائو دازای
هیسائو دازای ((به ژاپنی: 太宰久雄 だざい ひさお); ۲۶ دسامبر ۱۹۲۳ – ۲۰ نوامبر ۱۹۹۸) بازیگر اهل ژاپن بود. در سال ۱۹۶۸ در درام تلویزیونی اوتوکو وا تسورای یو در نقش رئیس تاکو (تاکو شاچو) ظاهر شد.
از فیلم‌ها یا برنامه‌های تلویزیونی که وی در آن نقش داشته‌است می‌توان به اوتوکو وا تسورای یو اشاره کرد.